# Boalt, Östra Göinge kommun
Boalt är en ort i Glimåkra socken i Östra Göinge kommun i Skåne län, belägen längs Riksväg 15 mellan Osby och Lönsboda. SCB har avgränsad bebyggelsen i orten tillsammans med några söder om orten vid gården till en småort, namnsatt till Boalt och Karseboda. 

## Historia
Boalt hade tidigare järnvägsstation på linjen Kristianstad-Immeln-Älmhult.

### Befolkningsutveckling
| Befolkningsutvecklingen i Boalt och Karseboda 1990–2015 | Befolkningsutvecklingen i Boalt och Karseboda 1990–2015 | Befolkningsutvecklingen i Boalt och Karseboda 1990–2015 | Befolkningsutvecklingen i Boalt och Karseboda 1990–2015 | Befolkningsutvecklingen i Boalt och Karseboda 1990–2015 |
| ------------------------------------------------------- | ------------------------------------------------------- | ------------------------------------------------------- | ------------------------------------------------------- | ------------------------------------------------------- |
|                                                         |                                                         |                                                         |                                                         |                                                         |
| År                                                      |                                                         |                                                         | Folkmängd                                               | Areal (ha)                                              |
| 1990                                                    | 1990                                                    |                                                         | 127                                                     | 22                                                      |
| 1995                                                    | 1995                                                    |                                                         | 128                                                     | 31                                                      |
| 2000                                                    | 2000                                                    |                                                         | 111                                                     | 31                                                      |
| 2005                                                    | 2005                                                    |                                                         | 110                                                     | 35                                                      |
| 2010                                                    | 2010                                                    |                                                         | 100                                                     | 39                                                      |
| 2015                                                    | 2015                                                    |                                                         | 85                                                      | 49                                                      |
| Anm.: Småorten hette Boalt 1990-2005.                   |                                                         |                                                         |                                                         |                                                         |

## Samhället
I Boalt finns bygdegård i den gamla skolan.

## Personer från orten
Göingeflickorna Sonja, Barbro och Agneta (födda Norén) är födda i Boalt, liksom Sonjas son, kompositören Rolf Martinsson. Bland kända invånare kan också nämnas skulptören Christer Bording, som arbetar i diabas.

## Diabas
Öster om Boalt ligger "Svarta bergen" i Hägghult med stenbrytning av diabas.